# 2018 au Maroc
Chronologie du Maroc
- 2014
- 2015
- 2016
- 2017
- 2018
- 2019
- 2020
- 2021
- 2022

Cet article présente les faits marquants de l'année 2018 au Maroc ou relatifs au Maroc.

## Événements
- 4 janvier : élections législatives partielles à Nador et à Guercif[1].
- 22 janvier : de nouveaux ministres sont nommés par le Roi : 22 janvier : Anas Doukkali à la santé, Abdelahad El Fassi Fihri au logement et Saïd Amzazi à l'éducation[1].
- 26 février : Mohammed VI est opéré d'une arythmie cardiaque à Paris[1].
- 1er mai : rupture des relations diplomatiques entre le Maroc et l'Iran soupçonné de soutenir le Front Polisario[1].
- 9 juillet : un ATR 72-600 effectuant le vol Royal Air Maroc Express 439 manque son atterrissage à l'aéroport Al Hoceima par temps de brouillard, avec une visibilité quasi nulle.
- 20 août : Mohammed VI annonce que le service militaire sera obligatoire[1].
- Septembre 2018 : fondation de l’initiative Moustaqil (en arabe, مبادرة مستقل). C’est un mouvement citoyen, par les jeunes et pour les jeunes, très actif dans la région de Rabat-Salé-Kénitra [2].
- 10 décembre : le pacte mondial sur les migrations est approuvé à Marrakech (Maroc).
- 17 décembre : Meurtres de Louisa Vesterager Jespersen et Maren Ueland. Les corps de Louisa Vesterager Jespersen, une Danoise de 24 ans, et de Maren Ueland, une Norvégienne de 28 ans, ont été retrouvés décapités dans les contreforts du mont Toubkal, près du village d'Imlil dans les montagnes de l'Atlas au Maroc[3].

## Sports

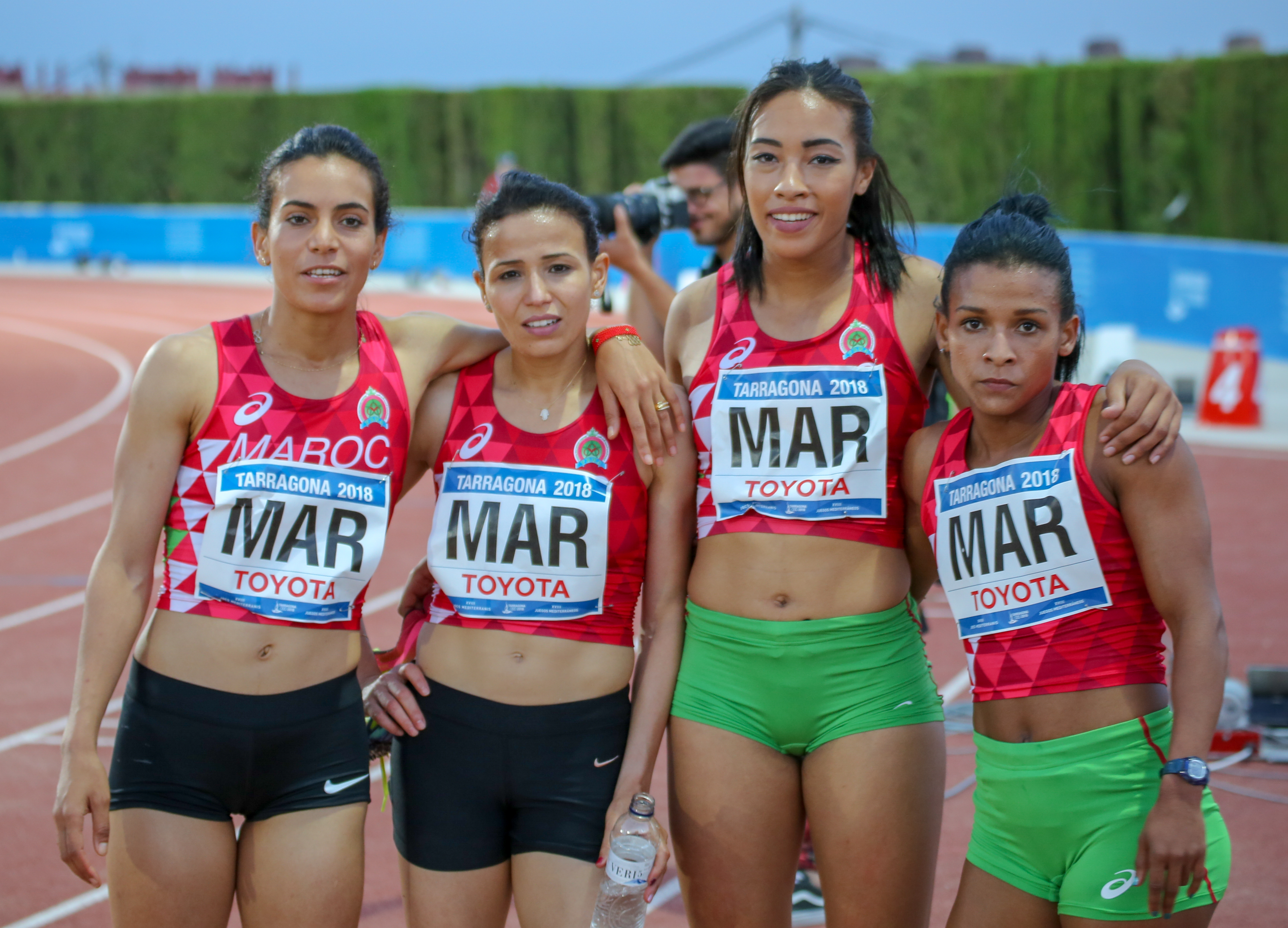
Maroc aux Jeux méditerranéens de 2018 (4 × 400 mètres) (Assia Raziki, Malika Akkaoui, Khadija Ouardi, Rababe Arafi)

- Le Maroc participe aux Jeux olympiques d'hiver de 2018 à PyeongChang en Corée du Sud, du 9 au 25 février 2018, c'est la septième participation du pays à des Jeux olympiques d'hiver. La délégation marocaine est composée de deux athlètes : Adam Lamhamedi en ski alpin et Samir Azzimani en ski de fond.
- Le Maroc participe aux Jeux méditerranéens de 2018 à Tarragone en Espagne.
- Les championnats d'Afrique de taekwondo 2018 se déroulent à Agadir (Maroc) du 29 au 30 mai 2018.
- Le Meeting international Mohammed-VI 2018 se déroule le 13 juillet 2018 au Stade Moulay Abdallah de Rabat, au Maroc. Il s'agit de la neuvième étape de la Ligue de diamant 2018.

### Cyclisme
- Les Championnats d'Afrique de cyclisme sur piste 2018 ont lieu du 7 au 10 février 2018 sur le Vélodrome d'Anfa à Casablanca au Maroc.
- La 31e édition du Tour du Maroc a lieu du 6 au 15 avril 2018. Elle fait partie du calendrier UCI Africa Tour 2018 en catégorie 2.2.

### Football
- Le Championnat d'Afrique des nations de football 2018 se dispute au Maroc du 13 janvier au 4 février 2018, organisée par la Confédération africaine de football (CAF). Il s'agit de la cinquième édition du Championnat d'Afrique des nations de football (CHAN) qui met en compétition les 16 meilleures équipes africaines locales réparties en quatre poules de quatre équipes. Cette compétition est réservée aux joueurs évoluant en club sur le continent africain.
- L’équipe du Maroc de football participe à la Coupe du monde de football 2018 organisée en Russie du 14 juin au 15 juillet 2018.
- La Coupe du Trône 2017-2018 est la 62e édition de la Coupe du Trône de football.
- La saison 2017-2018 de la Botola Pro1 IAM est la 102e édition du Championnat du Maroc de football. Il s'agit de la 7e édition du championnat sous l'ère professionnelle. L'IR Tanger remporte son premier titre de champion du Maroc après 35 ans d'existence.
- La saison 2018-2019 de la Botola Pro1 IAM est la 103e édition du Championnat du Maroc de football. Il s'agit de la 8e édition du championnat sous l'ère professionnelle, et la dernière sous la dénomination  Botola Pro1 IAM suite l'arrivée à terme du contrat de sponsoring avec l'opérateur téléphonique. Elle voit le sacre du Wydad AC qui remporte son 20e titre de champion du Maroc dans l'histoire.
- Le Championnat du Maroc de football D2 2017-2018 est la 62e édition du championnat du Maroc de football D2. Elle oppose 16 clubs regroupées au sein d'une poule unique où les équipes se rencontrent deux fois, à domicile et à l'extérieur. En fin de saison, les deux derniers sont relégués et remplacés par les deux premiers clubs de la Division Nationale, l'équivalent de la D3 au Maroc. Les deux premières places sont qualificatives à la Botola Pro 2018-2019.
- Le Championnat du Maroc de football D2 2018-2019 est la 63e édition du championnat du Maroc de football D2. Elle oppose 16 clubs regroupées au sein d'une poule unique où les équipes se rencontrent deux fois, à domicile et à l'extérieur. En fin de saison, les deux derniers sont relégués et remplacés par les deux premiers clubs du National, l'équivalent de la D3 au Maroc. Les deux premières places sont qualificatives à la Botola Pro 2019-2020.
- Le Championnat du Maroc de football D3 2017-2018 oppose 16 clubs regroupés au sein d'une poule unique où les équipes se rencontrent deux fois, à domicile et à l'extérieur.
- Le Championnat du Maroc de football D3 2018-2019 oppose 16 clubs regroupés au sein d'une poule unique où les équipes se rencontrent deux fois, à domicile et à l'extérieur.
- La saison 2018-2019 du Raja Club Athletic est la 70e de l'histoire du club depuis sa fondation le 20 mars 1949. Elle fait suite à la saison 2017-2018 dans laquelle le Raja a remporté la Coupe du trône et s'est classé 6e en Championnat. Il s'agit de la deuxième saison de Juan Carlos Garrido au poste d'entraîneur, avant qu'il ne soit remplacé par le Français Patrice Carteron en cours de saison.
- La Supercoupe d'Espagne de football 2018 est une compétition de football opposant le FC Barcelone, vainqueur du championnat et de la Coupe d'Espagne 2017-2018, au Séville FC, finaliste de la Coupe d'Espagne. La Supercoupe se dispute sur un seul match, le 12 août 2018, dans la ville de Tanger (Maroc). L'assistance vidéo à l'arbitrage est utilisée pour la première fois dans une compétition espagnole.

### Tennis
- L'édition féminine 2018 du tournoi de tennis du Maroc se déroule du 30 avril au 5 mai à Rabat, sur terre battue en extérieur. Elle appartient à la catégorie International. Elise Mertens remporte l'épreuve en simple, Anna Blinkova et Raluca Olaru celle en double.
- L'édition masculine 2018 du tournoi de tennis du Maroc se déroule du 9 au 15 avril à Marrakech, sur terre battue en extérieur. Elle appartient à la catégorie ATP 250. Pablo Andújar remporte l'épreuve en simple, Nikola Mektić et Alexander Peya celle en double.

## Culture
- Le Festival international du film de femmes de Salé 2018, 12e édition du festival, s'est déroulé du 24 au 29 septembre 2018.
- Renault 12 est un film réalisé par Mohamed El Khatib en 2018 et diffusé sur Arte le 15 juillet 2020[4],[5]
- Retour à Bollène est un film franco-marocain réalisé par Saïd Hamich et sorti en 2018.
- Sofia est un film français réalisé et scénarisé par Meryem Benm'Barek, sorti en 2018.